# 1973 في تركيا
فيما يلي قوائم الأحداث التي وقعت خلال عام 1973 في تركيا.

## أفلام
من الأفلام التي صدرت هذه السنة في تركيا:
- 1 يناير – فتاة الكاراتيه من إخراج أورخان أكسوي.

## مواليد

### يناير
- 1 يناير – توران كشلاكجي صحفي تركي.
- 4 يناير – شمستين باش لاعب كرة سلة تركي.
- 12 يناير – هاند مانسون مغنية تركية.

### مارس
- 18 مارس – سيراب يوجسير لاعبة كرة سلة تركية.

### أبريل
- 10 أبريل – صلاح الدين دميرطاش سياسي تركي.
- 23 أبريل – شيم يلماز ممثل تركي.

### مايو
- 4 مايو – كاندان يوسير طبيبة تركية.
- 10 مايو – رشدي رتشبر لاعب كرة قدم تركي.
- 14 مايو – هاكان أونسال لاعب كرة قدم تركي.
- 19 مايو – بولنت إينال ممثل تركي.
- 29 مايو – ألباي أوزلان لاعب كرة قدم تركي.

### يوليو
- 1 يوليو – أوزلم كونكر ممثلة تركية.

### سبتمبر
- 20 سبتمبر – جانسيل إلتشين ممثل تركي.

### أكتوبر
- 17 أكتوبر – دينيز أوغور ممثلة تركية.
- 19 أكتوبر – أوكان بوروك لاعب كرة قدم تركي.
- 30 أكتوبر – راجي شاشماز كاتب سيناريو تركي.
- 31 أكتوبر – أرزوم أونان

### نوفمبر
- 11 نوفمبر – شيفال سام

### ديسمبر
- 13 ديسمبر – إمره عاشق لاعب كرة قدم تركي.

## وفيات

### مايو
- 18 مايو – إبراهيم كايباكايا (مواليد 1949) سياسي تركي.

### أكتوبر
- 7 أكتوبر – إسحاق بن شوهام (مواليد 1936)

### ديسمبر
- 25 ديسمبر – عصمت إينونو (مواليد 1884)